# مصطفى محمد القصاب
مصطفى محمد القصاب (ولد في 1934 في جد حفص، البحرين - توفي في 24 يناير 2012 في جد حفص، البحرين) معلم وسياسي ورجل أعمال وصحافي وكاتب عمود بحريني.

## النشأة والتعليم
القصاب من مواليد العام 1934 في قرية جد حفص شمال البحرين.
درس في مدرسة الخميس الابتدائية الإعدادية.

## المسيرة المهنية
من مؤسسي ورئيس مجلس إدارة نادي جد حفص الثقافي والرياضي من 1951 إلى 1968.
عمل مدرسا في مدرسة الخميس الابتدائية الإعدادية للبنين. ثم ترقى إلى نائب مدير مدرسة الخميس لغاية العام 1971. ثم ترقى إلى مدير مدرسة باربار الإبتدائية من 1971 إلى 1973.
انتخب عضو في المجلس الوطني (ممثلا عن قرية جد حفص وما حولها) في العام 1973 ولغاية حل المجلس الوطني العام 1975.
عاد بعدها إلى سلك التدريس بتعيينه مدير مدرسة عالي الإعدادية للبنين من 1975 إلى 1976.
تولى رئاسة رئيس تحرير مجلة المواقف من 1976 إلى 1980. أسس وترأس مؤسسة الفرزدق التجارية من 1980 إلى 2012. من مؤسسي ورئيس مجلس إدارة جمعية جد حفص التعاونية من 1985 لغاية وفاته.
عين عضو في مجلس الشورى من 1996 إلى 2000.
كما عين عضو مجلس إدارة الأوقاف الجعفرية من 1996 إلى 2001. ثم انتخب رئيسا لمجلس إدارة الأوقاف الجعفرية من 2003 إلى 2008. أثناء رئاسته عانت الأوقاف الجعفرية من وجود عجز سنوي في الموازنة الإدارية يصل إلى نحو 400 ألف دينار بحريني (حوالي مليون دولار أمريكي) وذلك بسبب استنزاف الميزانية لصالح رواتب الموظفين والمؤذنين والأئمة والزيادة السنوية في رواتب الموظفين البالغة 3 في المئة. وعرضت الحكومة عشرة ملايين دينار عليه مقابل الأراضي التي صودرت منه على أن تكون العشرة الملايين على شكل موازنة سنوية بواقع مليون دينار لكل عام ولكنه رفض العرض.
تصاعدت أزمة بين وزارة العدل والشئون الإسلامية وإدارة الأوقاف الجعفرية بشأن اشتراط الوزارة موافقتها المسبقة على بناء المساجد والمآتم. واتهم القصاب وزير العدل بتهديد أحد موظفي الإدارة وذلك عندما أصر عليه الوزير تسليم وثائق المساجد والمآتم المعطل بناؤها لتقوم الوزارة بعمل إجراءات الترخيص الأمر الذي ترفضه إدارة الأوقاف رفضا قاطعا وتعتبره تدخلا من وزارة العدل والشئون الإسلامية في أمر كانت إدارة الأوقاف مختصة به لوحدها. وقال القصاب: «إن الوزير طلب لقاء مجلس إدارة الأوقاف الجعفرية ولكننا لا نزال نصر على موقفنا كما أن تصرف الوزير مرفوض إذ لا يحق له الاتصال بموظف وتهديده».
من مؤسسي وترأس مجلس إدارة صندوق جد حفص الخيري في ثمانينيات القرن العشرين. كان عضو فاعل في اللجنة الأهلية لقرية جد حفص منذ تسعينيات القرن العشرين لغاية وفاته.

## الوفاة
توفي القصاب في 24 يناير 2012 ووري جثمانه الثرى في اليوم التالي في مقبرة جد حفص.